# 一 (緑茶飲料)
一（はじめ）は、 コカ・コーラが発売している緑茶飲料である。まろ茶の後継商品。2005年3月7日発売。
また、2021年4月26日に発売され、2023年3月までに累計出荷本数7億本を達成した麦茶飲料のヒット商品「やかんの麦茶」にも、発売当初は同ブランドが採用されていた。

## 歴史
- 2005年3月 一が発売。一部地域ではまろ茶がしばらくの間継続販売されていた。
- 2005年9月 加温ペットボトルが発売。
- 2006年1月 茶園のぜいたく 静岡本山茶　280mlPETがコンビニ中心で期間限定発売。
- 2006年3月 マイナーチェンジ。「いきいきとみずみずしく」の文字が入る。500mlPETがフィットボトルに変わる。（自動販売機用はリーフボトルのまま）。
- 2006年6月 さえみどり 500mlPETがスーパー、コンビニ中心で期間限定発売。
- 2006年7月 茶園のぜいたく　澄みぎょくろ500mlPETがスーパー、コンビニ中心で期間限定発売。
- 2006年9月 じっくり旨みが発売。
- 2006年11月 金色棒茶500mlPETがスーパー、コンビニ中心で期間限定発売。シリーズ初のほうじ茶。
- 2007年3月 茶織（さおり）が発売。中嶋農法栽培の茶葉を使用している。
- 2007年5月 さえみどりがパッケージを変えて再び発売。
- 2008年2月 茶織がリニューアル。中嶋農法栽培の茶葉が増量。
- 2009年3月 茶織の2000mlPETに「ecoるボトル ラク持ち」を導入。
- 2010年4月 茶織のパッケージデザインをリニューアル。緑茶飲料の主力製品が綾鷹に移行したため、茶織は廉価販売用製品となり、全国で販売されたのは2000mlPETのみ。沖縄限定で340g缶･500mlPET（レトルト充填）、南九州限定で500mlPET（アセプティック充填）、仙台限定で410mlPET（一部東京都内にも流通）を販売。その後2000mlPETは北海道・北陸を除き販売終了。
- 2012年頃(詳細不明) 業務用製品の2000mlPETが専用パッケージとなる。
- 2015年4月 セブン-イレブンおよびイトーヨーカ堂限定製品として、一（はじめ）緑茶を販売。セブン&アイ・ホールディングスのPBである「セブンプレミアム」製品でもある。地域により、茶葉のブレンドが異なる3製品(北海道・東北・関東・中部・北陸は静岡茶入り、関西・中国・四国は宇治茶入り、九州・山口は八女茶入り)がある。発売当初は500mlPET(フィットボトル)だったが、2018年に600mlPETに増量。また2020年4月からは100％再生PET樹脂使用ボトルを採用[4]。
- 2017年5月 一（はじめ）緑茶 一日一本を「セブンプレミアム」製品として発売。ローズヒップ由来ティリロサイドを使用した機能性表示食品[5]。2019年6月からは100％再生PET樹脂使用ボトルを採用した[4][6]。
- 2021年4月 やかんの麦茶 from 一（はじめ）が発売[7]。
- 2022年3月 「やかんの麦茶」は発売から11ヶ月で累計出荷本数3億本を突破。これは、過去10年間で発売されたコカ・コーラ社の新製品としては最速で、「い・ろ・は・す」「檸檬堂」「綾鷹カフェ 抹茶ラテ」など数あるヒット商品を上回るペースとなる。また、ITI（国際味覚審査機構）が実施する国際的な審査会で「優秀味覚賞」を受賞[8][2]。
- 2023年4月 「やかんの麦茶」は発売から2年で累計出荷本数7億本を達成。味わい・パッケージデザインのリニューアルとともに「爽健美茶」ブランドに移籍[3]。

## 商品

### 現在発売されている商品
- 一（はじめ）茶織（さおり）- 2000mlPET、一般向け製品は北海道および北陸エリア中心。パッケージの異なる業務用製品もあり。
- 一（はじめ）緑茶 静岡茶入り/宇治茶入り/八女茶入り- 600mlPET、セブン-イレブンおよびイトーヨーカ堂限定。
- 一（はじめ）ほうじ茶 静岡棒ほうじ茶入り/京番茶入り/八女ほうじ茶入り- 600mlPET、セブン-イレブンおよびイトーヨーカ堂限定。
- 一（はじめ）緑茶 一日一本 - 500mlPET、セブン-イレブンおよびイトーヨーカ堂限定。体脂肪を減らすとされているローズヒップ由来ティリロサイドを使用した機能性表示食品。
- 業務用製品として緑茶・焙じ茶・玄米茶のティーバッグがある。

### 過去の商品
- 茶園のぜいたく 静岡本山茶
- 茶園のぜいたく 澄みぎょくろ
- 茶園のぜいたく 玉露（190g缶） - 2005年
- 金色棒茶（ほうじ茶）
- さえみどり（500mlPET）
- 一 - 2005年・2006年
- じっくり旨み
- 玉麗（ぎょくれい） - ジェイアール西日本デイリーサービスネット（JR西日本駅構内のキヨスク・ハートイン等）限定
- 茶花（ちゃか） - 2008年・2009年
- 茶花 特撰󠄀（450mlPET） - 2008年
- やかんの麦茶 from 一（はじめ） - 280mlPET、525mlPET、600mlPET、650mlPET、950mlPET、2000mlPET。280mlおよび525mlはみちのくコカ・コーラボトリング限定。600mlは自販機向け。

## CM
発売当初はTOKIOの城島茂と山口達也が出演していた。その後は山﨑努が出演している。「じっくり旨み」は俳優の緒形拳が出演していた。一の筆文字で書かれたロゴは山口によるもの。
やかんの麦茶 from 一のCMには小芝風花が起用され、2021年4月27日より放映された。